# Molena
Molena – miasto w Stanach Zjednoczonych, w stanie Georgia, w hrabstwie Pike.